# Комижа
Комижа је град у Хрватској у Сплитско-далматинској жупанији.

## Географски положај
Град Комижа обухвата подручје западног дела острва Виса, са још неколико мањих острва.

## Историја
До територијалне реорганизације у Хрватској налазила се у саставу старе општине Вис.

## Становништво
На попису становништва 2011. године, град Комижа је имао 1.526 становника, од чега у самој Комижи 1.397.

### Град Комижа
| Број становника по пописима | Број становника по пописима | Број становника по пописима | Број становника по пописима | Број становника по пописима | Број становника по пописима | Број становника по пописима | Број становника по пописима | Број становника по пописима | Број становника по пописима | Број становника по пописима | Број становника по пописима | Број становника по пописима | Број становника по пописима | Број становника по пописима | Број становника по пописима |
| --------------------------- | --------------------------- | --------------------------- | --------------------------- | --------------------------- | --------------------------- | --------------------------- | --------------------------- | --------------------------- | --------------------------- | --------------------------- | --------------------------- | --------------------------- | --------------------------- | --------------------------- | --------------------------- |
| 1857.                       | 1869.                       | 1880.                       | 1890.                       | 1900.                       | 1910.                       | 1921.                       | 1931.                       | 1948.                       | 1953.                       | 1961.                       | 1971.                       | 1981.                       | 1991.                       | 2001.                       | 2011                        |
| 2.703                       | 2.945                       | 3.554                       | 3.852                       | 4.657                       | 4.948                       | 4.948                       | 4.570                       | 3.767                       | 3.892                       | 3.443                       | 2.421                       | 1.917                       | 2.255                       | 1.677                       | 1.526                       |

Напомена: Настао из старих општина Вис и Ластово.

### Комижа (насељено место)
| Број становника по пописима | Број становника по пописима | Број становника по пописима | Број становника по пописима | Број становника по пописима | Број становника по пописима | Број становника по пописима | Број становника по пописима | Број становника по пописима | Број становника по пописима | Број становника по пописима | Број становника по пописима | Број становника по пописима | Број становника по пописима | Број становника по пописима | Број становника по пописима |
| --------------------------- | --------------------------- | --------------------------- | --------------------------- | --------------------------- | --------------------------- | --------------------------- | --------------------------- | --------------------------- | --------------------------- | --------------------------- | --------------------------- | --------------------------- | --------------------------- | --------------------------- | --------------------------- |
| 1857.                       | 1869.                       | 1880.                       | 1890.                       | 1900.                       | 1910.                       | 1921.                       | 1931.                       | 1948.                       | 1953.                       | 1961.                       | 1971.                       | 1981.                       | 1991.                       | 2001.                       | 2011                        |
| 2.658                       | 2.945                       | 2.750                       | 2.856                       | 3.391                       | 3.572                       | 4.340                       | 3.318                       | 2.588                       | 2.751                       | 2.495                       | 1.965                       | 1.679                       | 2.032                       | 1.523                       | 1.397                       |

Напомена: У 1857. и 1869. садржи податке за насеља Окључна и Свети Андрија, за насеље Бишево у 1869, за насеља Боровик, Палагружа, Подхумље, Подшпиље и Жена Глава у 1857, 1869. и 1921. те податке насеља Дубока од 1857. до 1880. и у 1921. У 1991. смањено издвајањем дела насеља у самостално насеље Палагружа.

### Попис1991.
На попису становништва 1991. године, насељено место Комижа је имало 2.032 становника, следећег националног састава:
| Попис 1991.‍   | Попис 1991.‍  | Попис 1991.‍ | Попис 1991.‍ | Попис 1991.‍ |
| ------------- | ------------ | ----------- | ----------- | ----------- |
|               |              |             |             |             |
| Хрвати        | Хрвати       |             | 1.840       | 90,55%      |
| Срби          | Срби         |             | 35          | 1,72%       |
| Југословени   | Југословени  |             | 32          | 1,57%       |
| Муслимани     | Муслимани    |             | 22          | 1,08%       |
| Македонци     | Македонци    |             | 9           | 0,44%       |
| Албанци       | Албанци      |             | 8           | 0,39%       |
| Роми          | Роми         |             | 4           | 0,19%       |
| Словенци      | Словенци     |             | 4           | 0,19%       |
| Црногорци     | Црногорци    |             | 4           | 0,19%       |
| Мађари        | Мађари       |             | 3           | 0,14%       |
| Словаци       | Словаци      |             | 2           | 0,09%       |
| Чеси          | Чеси         |             | 2           | 0,09%       |
| Немци         | Немци        |             | 1           | 0,04%       |
| остали        | остали       |             | 5           | 0,24%       |
| неопредељени  | неопредељени |             | 15          | 0,73%       |
| регион. опр.  | регион. опр. |             | 7           | 0,34%       |
| непознато     | непознато    |             | 39          | 1,91%       |
| укупно: 2.032 |              |             |             |             |